# Brahea calcarea
Brahea calcarea är en enhjärtbladig växtart som beskrevs av Frederik Michael Liebmann. Brahea calcarea ingår i släktet Brahea och familjen Arecaceae. IUCN kategoriserar arten globalt som sårbar. Inga underarter finns listade i Catalogue of Life.

## Bildgalleri

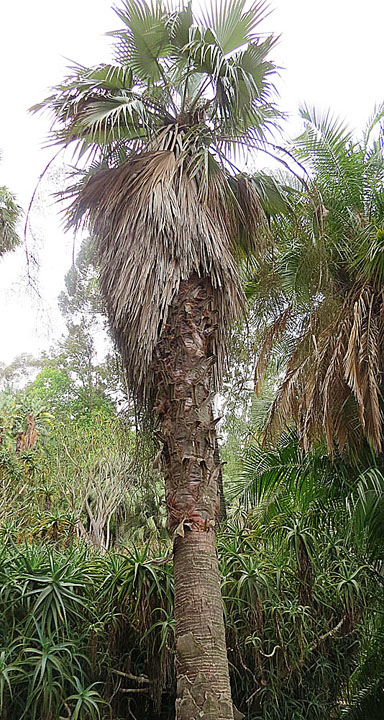